# Agrotis arida
Agrotis arida är en fjärilsart som beskrevs av W. Warren 1913. Agrotis arida ingår i släktet Agrotis och familjen nattflyn. Inga underarter finns listade i Catalogue of Life.